# Asador Rafael Corrales
El Asador Rafael Corrales, Casa Rafael Corrales o Antigua Casa Corrales, es un asador castellano centenario y el más antiguo de Aranda de Duero (Burgos, España). Fue fundado en 1902, y es uno de los mesones familiares más reconocidos en España, junto con el Mesón Cándido de Segovia. Es especialmente conocido por el asado castellano y en la Ribera del Duero por el lechazo asado.
El mesón fue reconocido en 1969 con la Placa al Mérito Turístico por el Ministerio de Información y Turismo, que otorga el Gobierno de España. Es miembro del Círculo de Restaurantes Centenarios de España, y desde 2004 es miembro de la Asociación de Asadores de Lechazo de Castilla y León.

## Historia

### Inicios
La casa se fundó en 1902, por el matrimonio Florencio Arandilla, conocido como "Corrales" y Eusebia Velasco. Inicialmente el establecimiento era una carnicería y no se asaba todos los días, únicamente los fines de semana, los días de fiesta y durante las ferias de ganado o madera, que en aquella época había unas 3 al año. Los visitantes, en su mayoría ganaderos y comerciantes, escogían el lechazo deseado y se les asaba en el propio establecimiento.

### 1956 en adelante
En 1956, tras fallecer Eusebia, se hicieron cargo de la Casa Asador, su hijo Rafael y los hijos de éste. Durante aquellos años hubo diferentes encargados profesionales del horno en la Casa Asador, hasta que el nieto Manuel Arandilla se hace cargo definitivamente del horno y de la Casa Asador. Es entonces cuando el asador empieza a abrir a diario, con el comienzo del turismo gastronómico en la zona. El asador durante las siguientes décadas se convirtió en parada habitual entre el norte y centro de España para viajeros, incluso lugar de celebración como durante los años 1950 cuando el Athletic Club, hacía parada en la ciudad, tras sus éxitos deportivos.
Durante los siguientes 35 años, Manuel se hizo cargo del horno y cuando libraba se hacía cargo del horno su hermano Rafael. En la actualidad todavía cuando el maestro asador vigente libra, es Manuel quien le sustituye. 

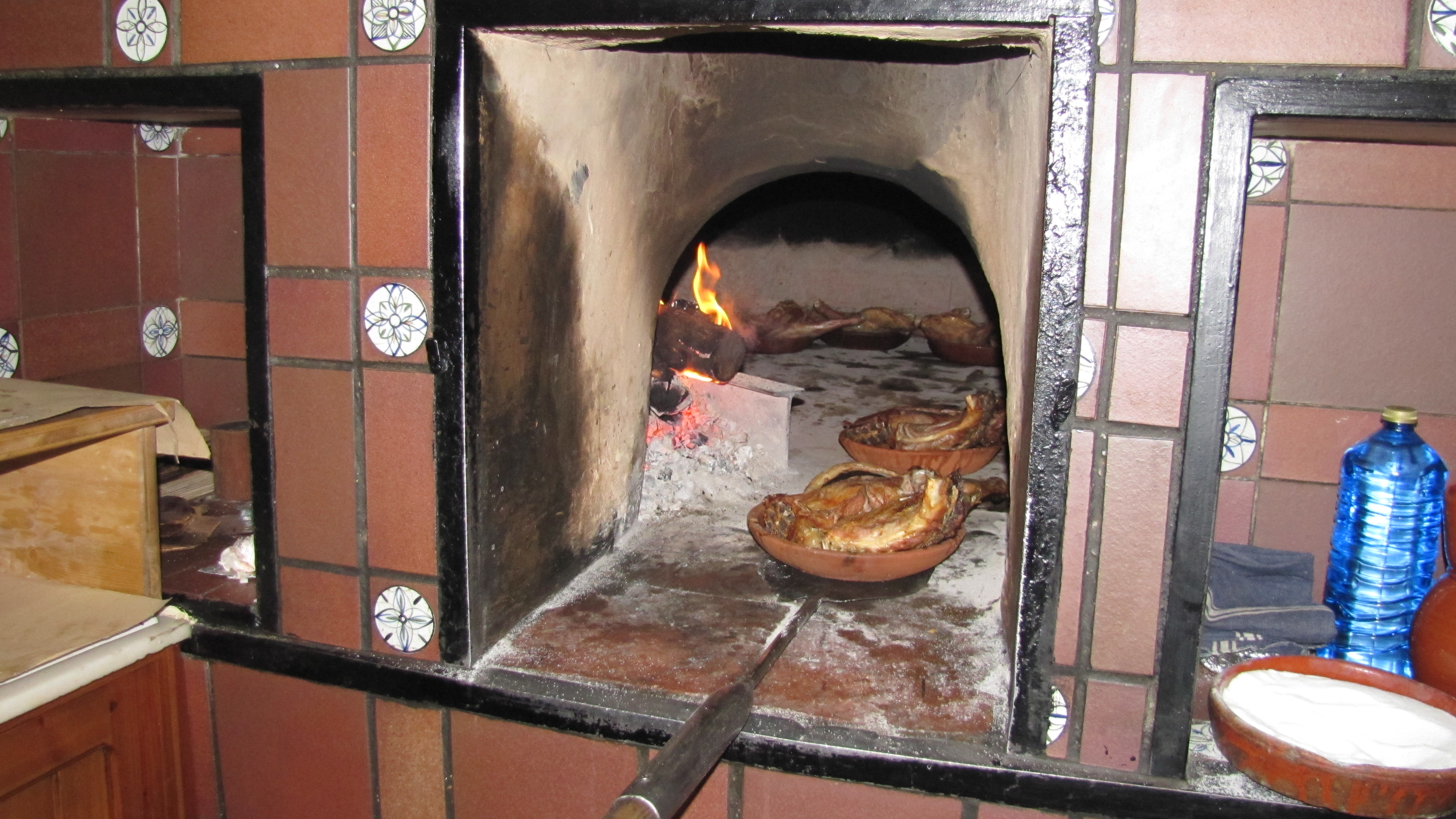
Cuartos de lechazo asado, dentro del horno de barro alimentado por leña.

En la actualidad[actualizar], es uno de los restaurantes familiares más antiguos de España, estando regentado por la cuarta generación familiar, y está fuertemente ligado al desarrollo del turismo gastronómico de la región.

## Premios y reconocimientos

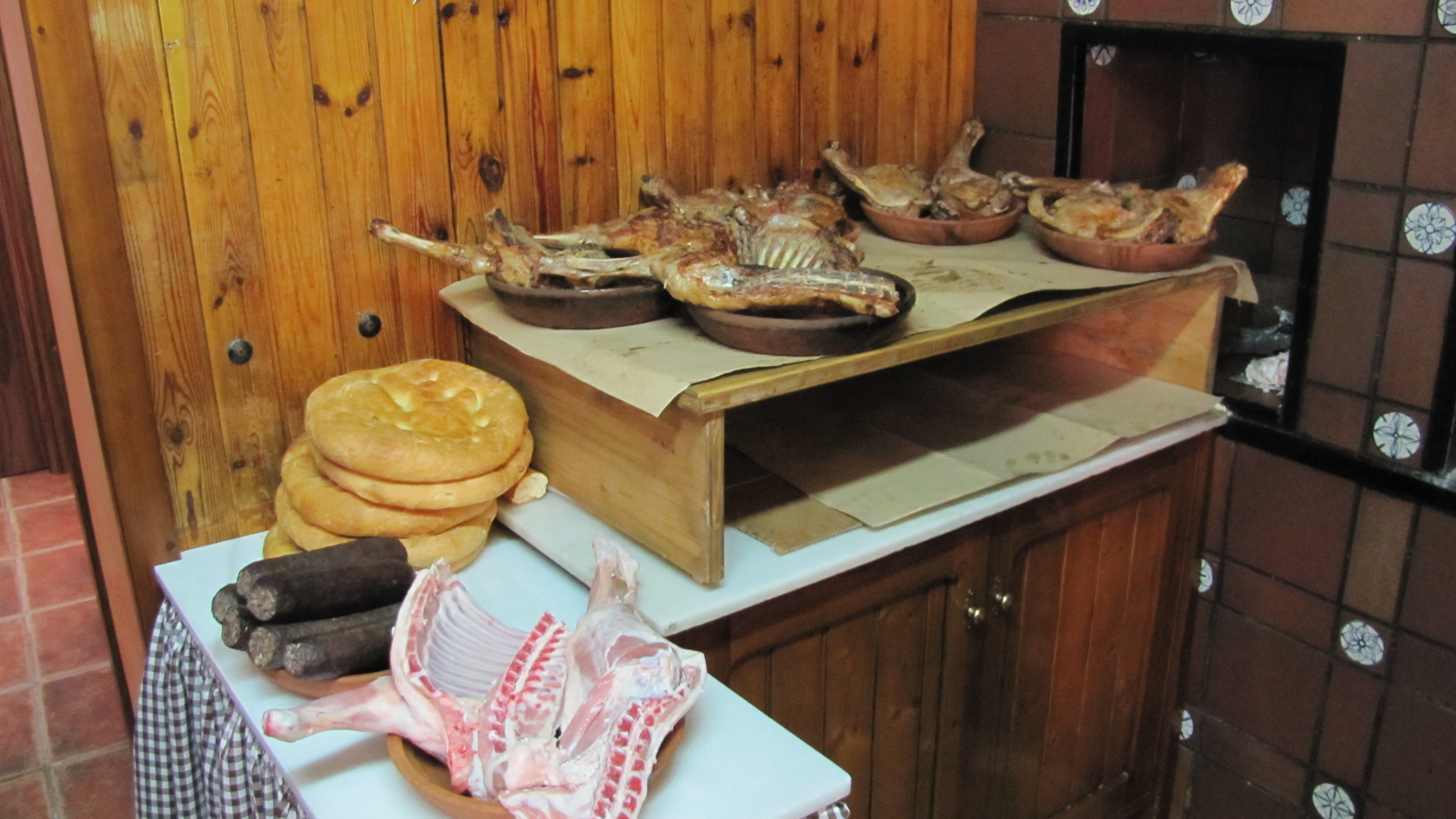
Morcilla de Aranda, Lechazo asado (cordero lechal) y torta de Aranda, en el Asador Rafael Corrales.

- Placa al Mérito Turístico 1969, del Ministerio de Información y Turismo.[4]
- Distinción "Hosteleros con Denominación" 1994 del C.R. de la D.O. Ribera del Duero.
- Premio "Platos de Oro" 2004 de Radio Turismo.
- Miembro de la Asociación de Asadores de Lechazo de Castilla y León desde 2004.[1]

## Galería de fotos

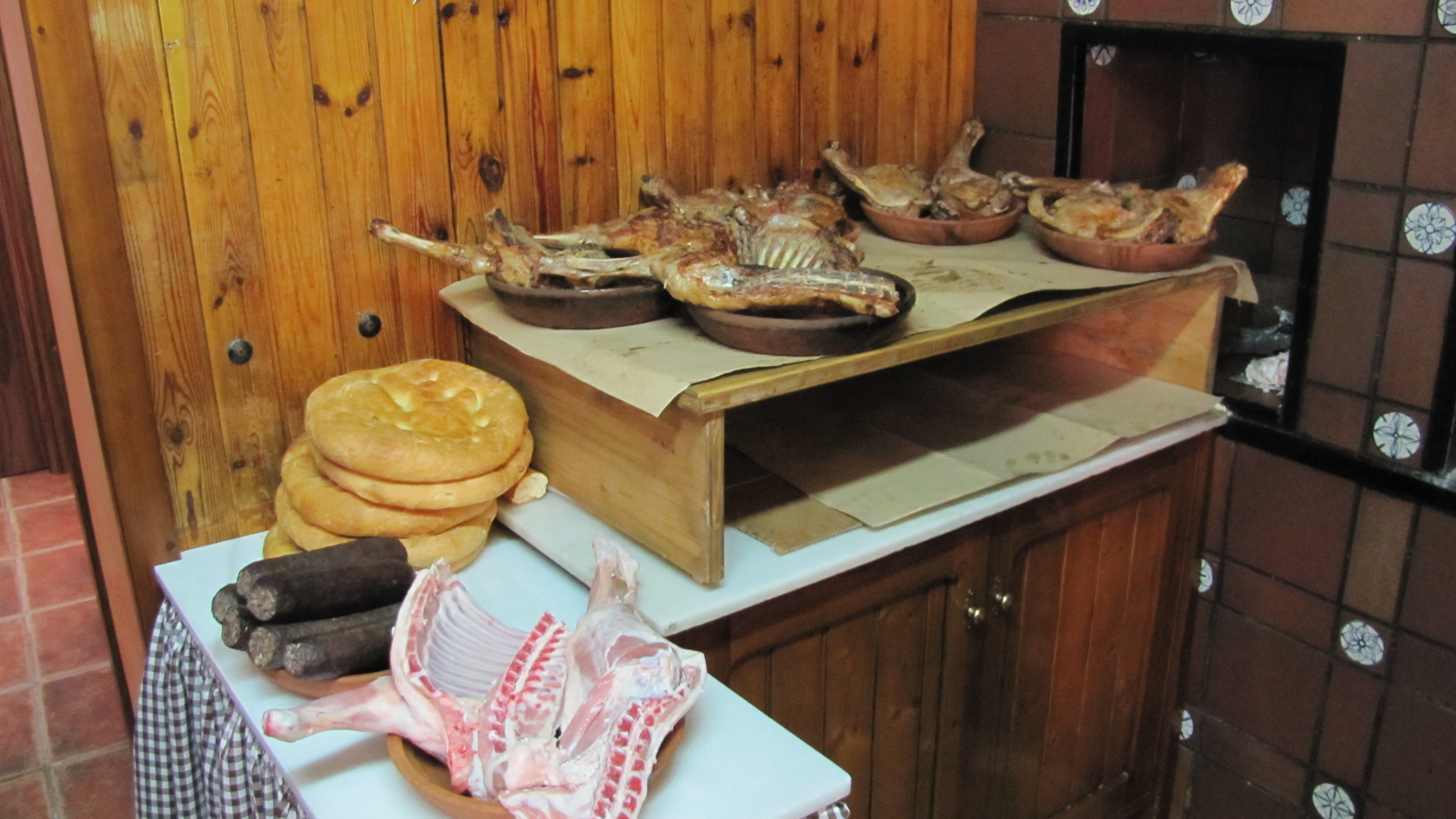
Morcilla de Aranda, lechazo asado y torta de Aranda, en el asador.
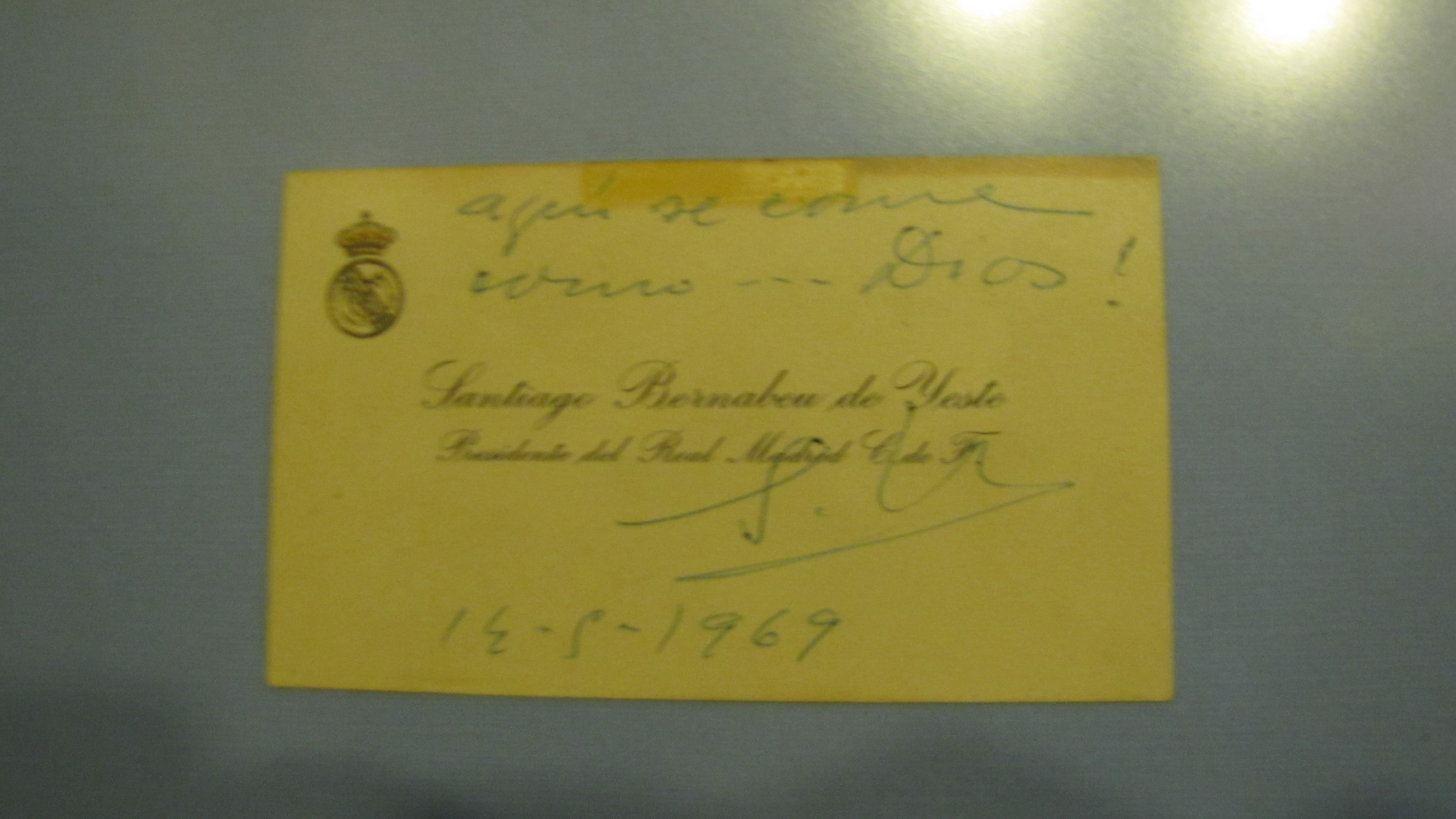
Tarjeta dedicada por Santiago Bernabéu al mesón.
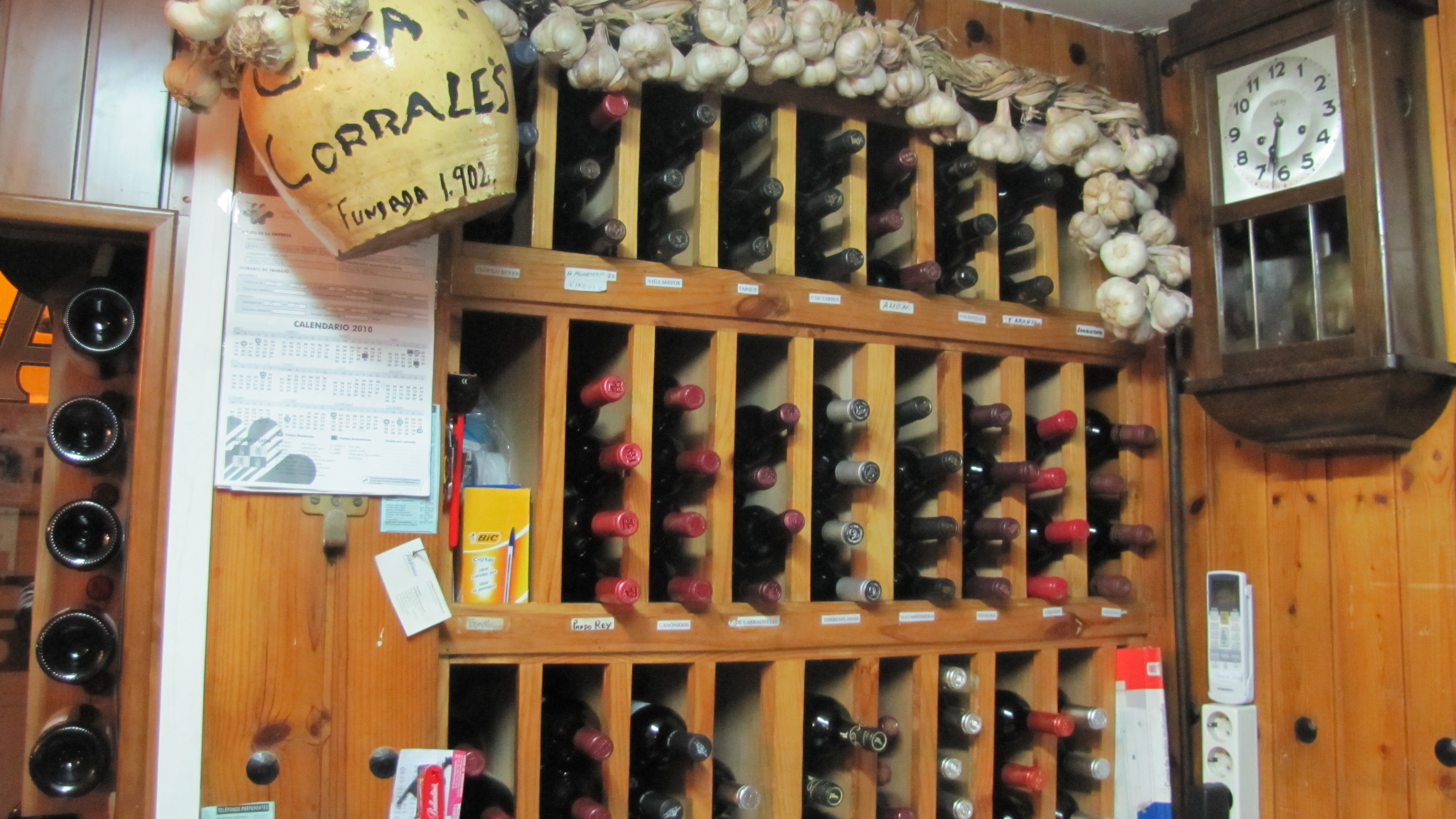
Bodega del asador, con vinos de D.O. Ribera del Duero.